# میاموتو ۶۰۲۰
سیارک ۶۰۲۰ (به انگلیسی: 6020 Miyamoto، نامگذاری:1991SL1) شش هزار و بیستمین سیارک کشف شده‌است که در ۳۰ سپتامبر ۱۹۹۱ کشف شد.
قدر مطلق سیارک برابر ۱۳٫۷۰ است.